# Teledetekcja
Teledetekcja (ang. remote sensing) – rodzaj badań wykonywanych z pewnej odległości (zdalnie) przy wykorzystaniu specjalistycznych sensorów (czujników). Badania teledetekcyjne można wykonywać z samolotów, przestrzeni kosmicznej lub z powierzchni ziemi. Metody teledetekcyjne dzielą się na aktywne i pasywne. W aktywnej teledetekcji sygnał jest wysłany z instrumentu, a po odbiciu od obiektu, odbierany i analizowany. Przykładami aktywnej teledetekcji jest aktywny radar, w którym wysyłane są mikrofale, lidar – w tym przypadku wysyłane jest światło, czy sodar lub sonar – wtedy wysyłane są fale akustyczne. Pasywnymi metodami teledetekcji są metody oparte na analizie sygnałów emitowanych przez obserwowany obiekt. Zdjęcie fotograficzne jest przykładem teledetekcji pasywnej. Terminu teledetekcja używa się zwykle przy pomiarach wykonywanych z pokładu satelitów czy też samolotów, ale dotyczy on także wszelkich innych pomiarów wykonywanych zdalnie. Techniki teledetekcyjne używają tzw. metod odwrotnych do oceny interesujących własności. Dla przykładu, ocena ilości deszczu z chmur może być dokonana na podstawie intensywności sygnału z radaru meteorologicznego. 
Dziedzina ta rozwija się bardzo intensywnie głównie na potrzeby robotyki (orientacja przestrzenna), bezpieczeństwa (obserwacja poprzez nieprzeźroczyste przeszkody np. ściany - (ang. through-the-wall detection)) i zdalna identyfikacja osób, przemysłu samochodowego (wykrywanie zagrożeń na drodze) (ang. automotive radar), logistyki (zdalna identyfikacja towarów), monitoringu środowiska naturalnego, medycynie i wielu innych dziedzin.

## Aktywne metody teledetekcyjne

Przykład aktywnej teledetekcji opartej na analizie rozchodzącego się i odbijanego dźwięku (sonar, sodar)

Aktywne metody teledetekcyjne polegają na wysyłaniu sygnału, który jest następnie analizowany. Przykładem aktywnego systemu teledetekcji jest lidar. W przybliżeniu lidar można opisać jako szybko migającą latarkę, która wysyła pulsy światła. Jeżeli światło nie napotyka przeszkody na swojej drodze, to rozchodzi się bez zaburzeń. Natomiast kiedy napotyka przeszkodę, odbija się od niej; intensywność odbicia i szybkość powrotu sygnału umożliwia ocenę odległości do obiektu i o jego własnościach. Lidar służy np. do oceny ilości zanieczyszczeń w atmosferze. Cząstkami odbijającymi mogą być pyły zawieszone w atmosferze (aerozol atmosferyczny). Innym przykładem aktywnej teledetekcji jest radar, w którym mikrofale służą do oceny prędkości obiektu (np. lecącego samolotu obserwowanego z ziemi) lub do oceny jego odległości od radaru.

## Pasywne techniki teledetekcyjne
Pasywnymi technikami teledetekcyjnymi jest obserwacja dochodzącego sygnału. Np. kolor oceanu można ocenić z przestrzeni kosmicznej robiąc zdjęcie aparatem fotograficznym. W praktyce robi się sekwencję zdjęć w różnych kolorach. W pasywnych technikach teledetekcji wprowadza się różnego rodzaju poprawki. Dla przykładu, badając kolor oceanu z przestrzeni kosmicznej, trzeba wyeliminować przyczynek od światła dochodzącego bezpośrednio z atmosfery. Radiometry, fotometry czy kamery lotnicze są przykładami pasywnych instrumentów teledetekcyjnych.

## Analiza danych
Metody teledetekcyjne są zazwyczaj metodami odwrotnymi. W dużym skrócie metody odwrotne polegają na zgadnięciu rozwiązania a następnie na stopniowym poprawianiu rezultatów. Wyobraźmy sobie, że zrobiliśmy zdjęcia oceanu w dwóch kolorach (niebieskim i zielonym) i chcemy ocenić ilość chlorofilu w wodzie. Zakładamy pewną koncentrację chlorofilu i porównujemy, czy kolor oceanu obserwowany na zdjęciach jest zgodny z ilością barwnika (brak chlorofilu to błękitny ocean). Uwzględniamy przy tym, że część sygnału dochodzi z atmosfery ziemskiej (tzw. poprawka atmosferyczna). Jeżeli kolory nie są takie jak byśmy oczekiwali, to zmieniamy koncentrację barwnika i porównujemy ze zdjęciami jeszcze raz. Ten schemat jest używany w rozmaitych wariantach do oceny najrozmaitszych wielkości takich jak: prędkość wiatru na powierzchni ziemi, temperatura oceanu i temperatura powietrza, jakość i ilość plonów, ilość i rodzaj zanieczyszczeń w atmosferze.

## Podstawy fizyczne
Metody teledetekcyjne opierają się na analizie wielu podstawowych procesów fizycznych. Np. ocena ilości deszczu opiera się na dobrym zrozumieniu mikrofizyki chmur. Ocena koloru oceanu wymaga dobrego zrozumienia własności biologii morza, w szczególności fitoplanktonu. Ale podstawową techniką jest ocena wymiany promieniowania w atmosferze.